# 스트래들
스트래들(straddle)은 금융시장의 옵션계약을 거래하는 전략 가운데 하나이다. 같은 만기 같은 행사가의 같은 포지션에서 매수 또는 매도의 2개 계약을 동시에 취하는 전략이다. 매수하는 경우 매수 스트래들(롱 스트래들), 매도의 경우 매도 스트래들(숏 스트래들)이라고 불린다.
같은 행사가와 같은 만기의 콜과 풋을 모두 매수한 매수 스트래들이 있다고 하자. 옵션의 만기 때 기초자산의 가격이 행사가에 근접한 경우 스트래들은 손실을 낸다. 하지만 어느 방향으로든 크게 움직이는 경우 이익을 낸다. 따라서 투자자가 기초자산의 가격이 크게 이동할 것으로 예측하지만 방향을 모를 경우 적절하다.

## 매수 스트래들
같은 행사가와 만기의 콜 옵션과 풋 옵션을 모두 매수하면 매수 스트래들을 구성한다. 위든 아래든 기초자산이 행사가에서 멀어질수록 이익을 낸다. 투자자가 방향을 예측할 수는 없지만 시장의 변동성이 클 것으로 예측한다면 이 포지션을 잡을 수 있다. 매수 스트래들은 최대 양쪽 옵션 가격으로 제한된 리스크와 무제한의 이익 구간을 가진다.
만기 전에 행사할 수 있는 미국형 옵션인 경우, 만일 기초자산이 충분히 변동성이 크고 만기가 길다면 투자자를 양쪽 옵션에서 모두 이익을 취할 수 있다. 만기 전에 기초자산의 가격이 풋 옵션의 행사가 아래로 내려갔다가 콜 옵션의 행사가 위로 올라올 경우 성립한다.

## 매도 스트래들
같은 행사가와 만기의 콜 옵션과 풋 옵션을 모두 매도하면 매도 스트래들을 구성한다. 최대 수익은 처음 매도한 콜 옵션과 풋 옵션의 프리미엄으로 제한되고 기초자산의 가격변동에 따라 손실은 무한히 커질 수 있다.

## 같이 보기
- 스트랭글